# Artemisia rutifolia
Artemisia rutifolia là một loài thực vật có hoa trong họ Cúc. Loài này được Stephan ex Spreng. mô tả khoa học đầu tiên năm 1826.